# Piper escasuense
Piper escasuense är en pepparväxtart som beskrevs av William Trelease. Piper escasuense ingår i släktet Piper och familjen pepparväxter. Inga underarter finns listade i Catalogue of Life.